# Sangaste (stacja kolejowa)
Sangaste – stacja kolejowa w miejscowości Tsirguliina, w prowincji Valga, w Estonii. Położona jest na linii Tartu - Valga.

## Historia
Stacja powstała w czasach carskich.

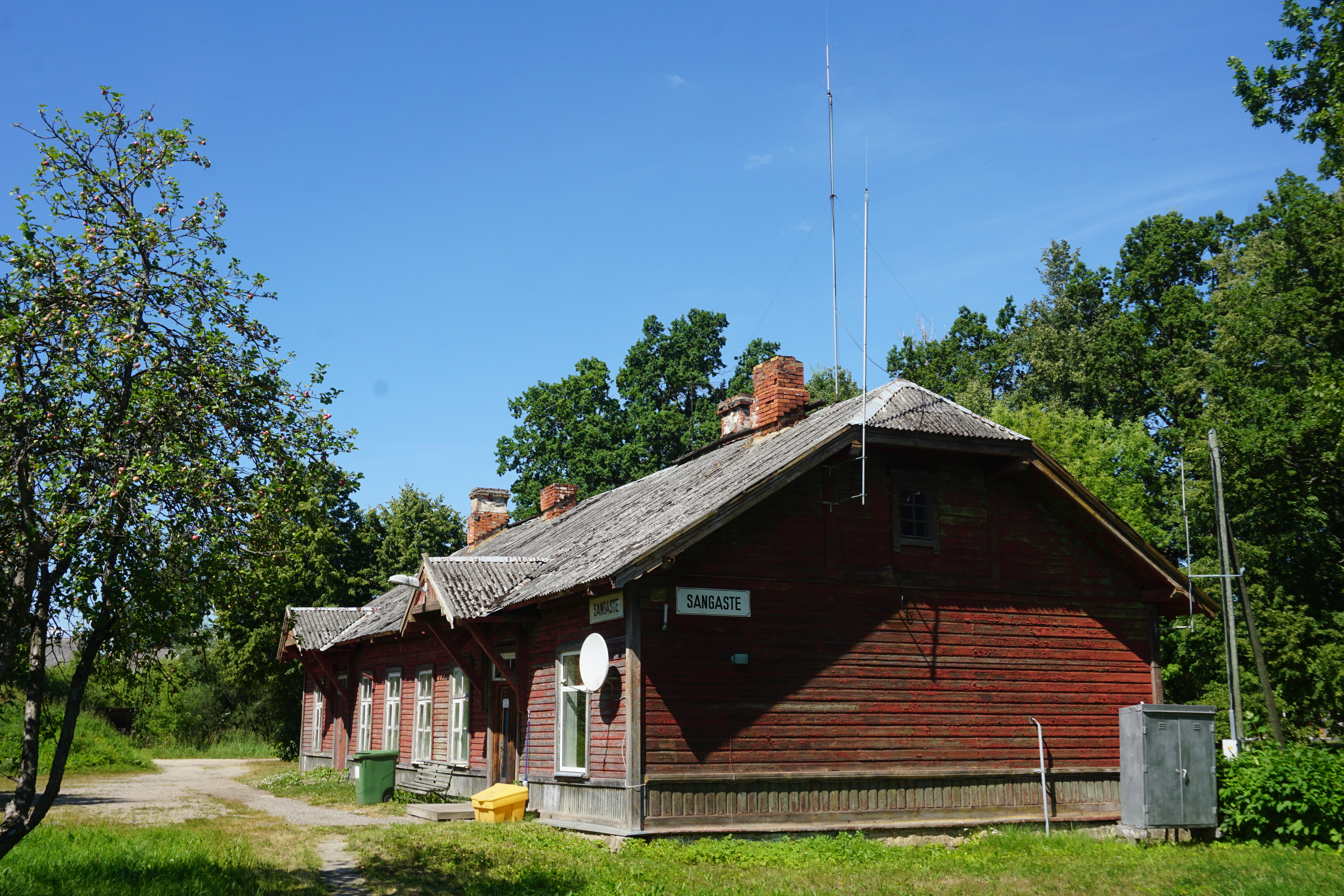
Budynek stacji
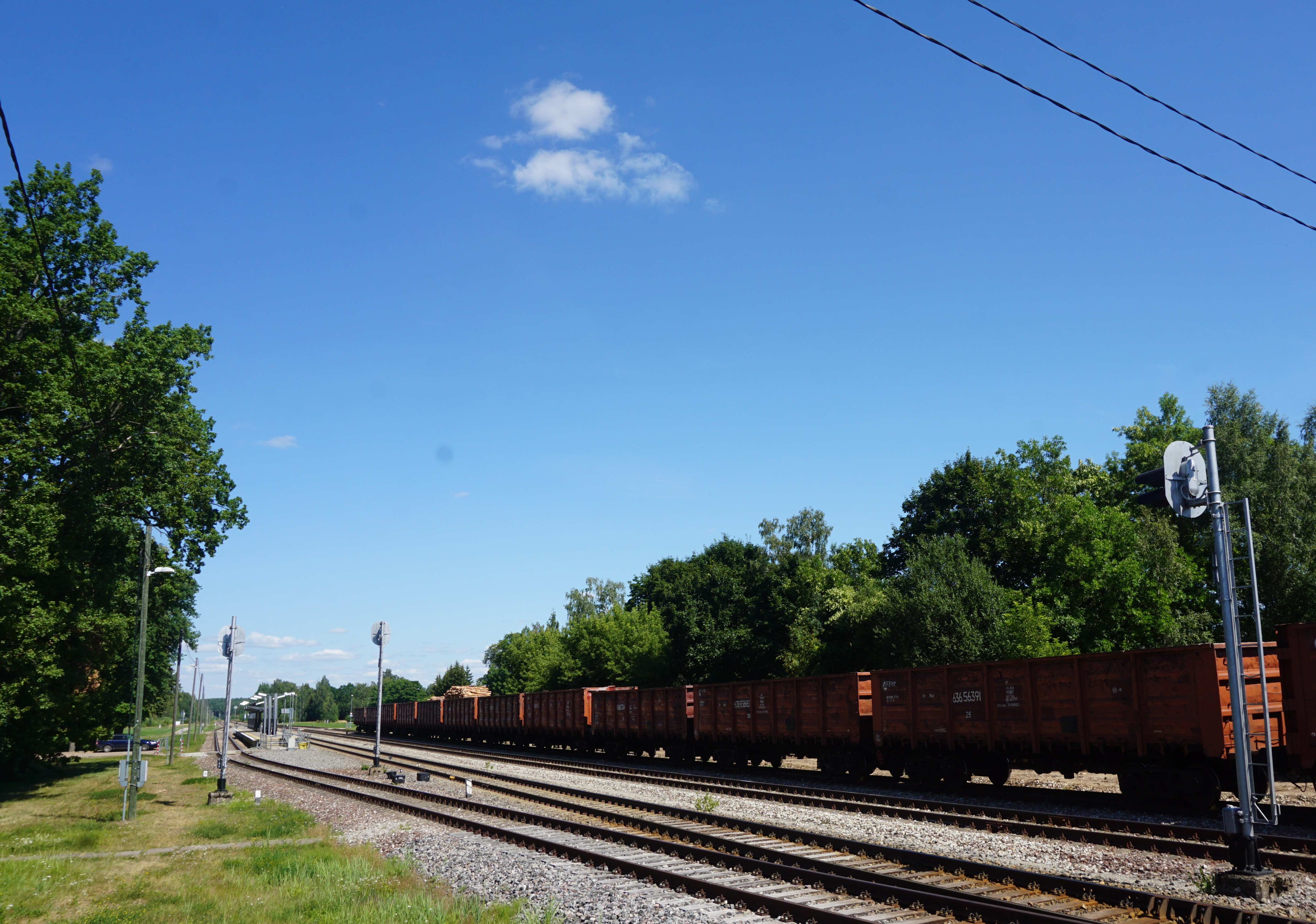
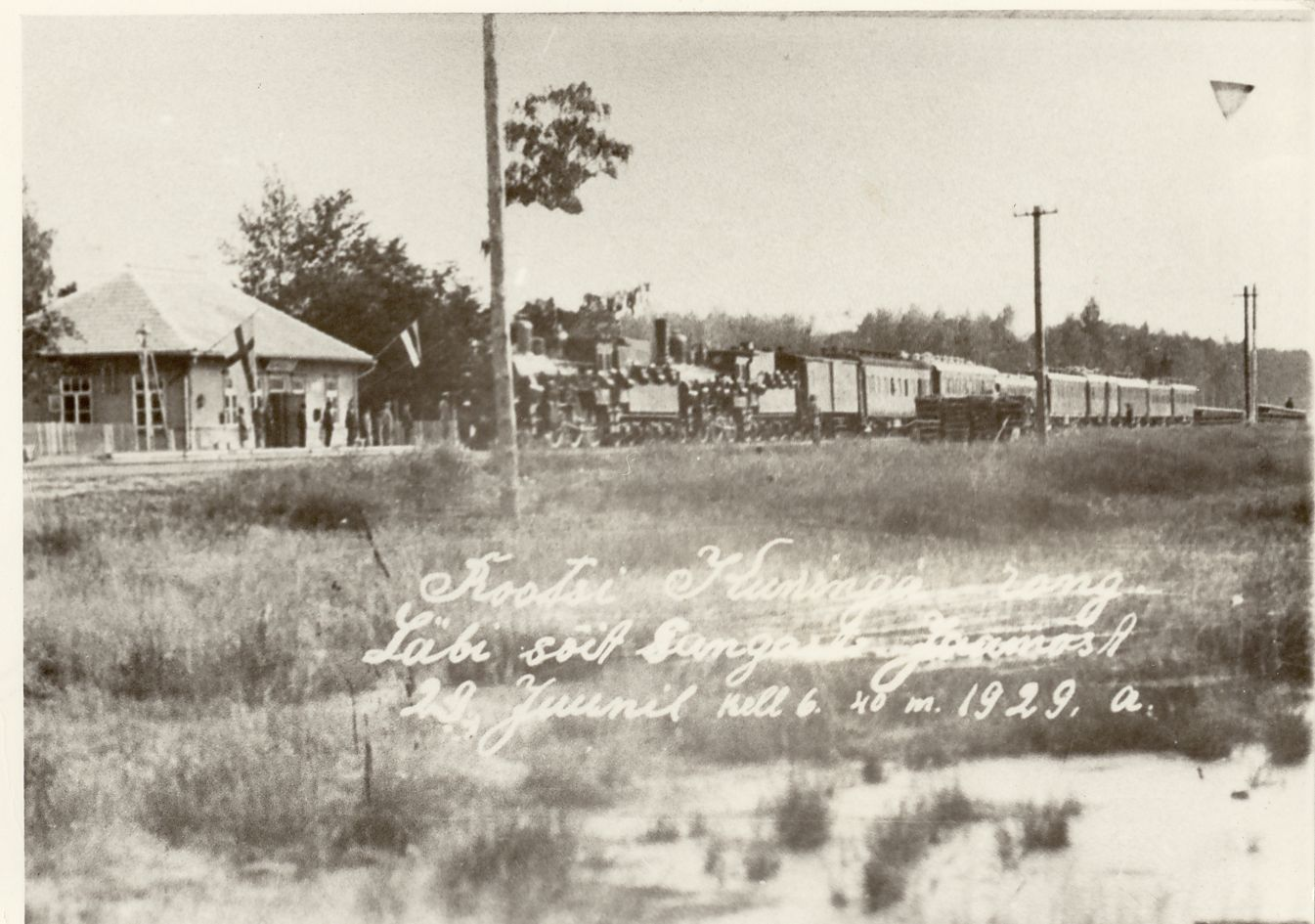
Stacja w okresie międzywojennym